# Fulton (New York)
Fulton ist eine Stadt im Oswego County im US-Bundesstaat New York. Die Stadt hat der Volkszählung von 2020 zufolge 11.389 Einwohner. Sie ist nach Robert Fulton, dem Erfinder des Dampfschiffs, benannt.

## Demografie
Nach der Volkszählung von 2010 leben in Fulton 11.102 Menschen. Die Bevölkerung teilt sich 2019 auf in 96,5 % Weiße, 0,4 % Afroamerikaner, 0,4 % amerikanische Ureinwohner, 0,4 % Asiaten und 0,7 % mit zwei oder mehr Ethnizitäten. Hispanics oder Latinos aller Ethnien machten 3,7 % der Bevölkerung von Lockport aus. Das mittlere Haushaltseinkommen lag bei 45.639 US-Dollar und die Armutsquote bei 23,6 %. In den letzten Jahrzehnten verlor die Stadt an Einwohnern.
| Jahr      | 1940   | 1950   | 1960   | 1970   | 1980   | 1990   | 2000   | 2010   | 2020   |
| --------- | ------ | ------ | ------ | ------ | ------ | ------ | ------ | ------ | ------ |
| Einwohner | 13.362 | 13.922 | 14.261 | 14.003 | 13.312 | 12.929 | 11.855 | 11.896 | 11.389 |